# Principado de Arbanon
El Principado de Arbanon fue un principado autónomo gobernado por la familia Progon entre los siglos XII y XIII. Se trata del Estado formado por etnia albanesa más antiguo del que se tenga registro. Y es a su vez, el que sentó las bases para el origen de la actual Albania.
Este princiado fue establecido en 1190 por el arconte nativo Progon en los alrededores de la región de Kruja al este y noreste de la República de Venecia. Progon fue sucedido por sus hijos Gjin primero, y por Demetrio después, quien consiguió mantener una considerable autonomía dentro del Imperio Bizantino. En 1204, Arbanon alcanzó, aunque de manera temporal, una independencia política plena tomando ventaja del debilitamiento de Constantinopla tras su segundo asedio en 1204 durante la IV cruzada. Sin embargo, Arbanon perdió su gran autonomía luego de la muerte de Demetrio alrededor de 1216, y fuera posteriormente controlado por el Despotado de Epiro, el Imperio búlgaro y, desde 1235, por el Imperio de Nicea
Durante este período, el área fue gobernada por el noble greco-albanés Gregorio Kamonas, el nuevo cónyuge de la exesposa serbia de Demetrio, Komnena Nemanjić, y por Golem (Gulam), un magnate que se había casado con la hija de Gregorio y Komnena. Se desconoce la fecha exacta de la disolución del Principado de Arbanon, aunque ciertamente ocurrió durante el conflicto de Epiro y Nicea en el invierno de 1256-1257, cuando el estadista bizantino Jorge Acropolita anexionó el territorio. Golem desapareció de las fuentes históricas poco tiempo después.

## Etimología
El principado fue conocido con el nombre de Árbanon en griego medieval, Albanon en latín medieval, y como Raban en el documento serbio de principios del siglo XIII La Vida de Stefan Nemanja.

## Estado
Los expertos señalan que el Principado de Arbanon fue el primer Estado o proto-estado albanés que surgió en la Edad Media. Pipa y Repishti concluyen en que fue el primer esbozo de un Estado albanés, y que mantuvo un estatus semiautónomo como el extremo occidental de un Imperio: bajo los Drucas de Epiro y los Láscaris de Nicea.
Entre 1190 y 1204, Arbanon fue un principado del Imperio bizantino y poseía un considerable grado de autonomía, aunque los títulos de arconte (bajo Progon) y panhypersebastos (bajo Demetrio) son clara evidencia de una dependencia bizantina. En el contexto de debilitamiento del poder bizantino y luego del saqueo a Constantinopla de 1204. Arbanon gozó de una autonomía plena bajo el Despotado de Epiro durante 12 años hasta la muerte de Demetrio en 1216.
La inscripción de Gëziq menciona a la familia Progon como jueces, y señala su dependencia Vladin y de Dorde Nemanjić (1208-1216), los príncipes de Zeta. Los gobernantes estaban enlazados con la dinastía Nemanjić mediante el matrimonio y las alianzas. En 1252, Golem se sometió al Imperio de Nicea.

## Historia

### Antecedentes e historia temprana
En el siglo XI d. C., se comenzó a usar el nombre Arbanon para describir una región en la zona montañosa al oeste del lago Ohrid y el valle superior del río Shkumbim. Existen pocas fuentes sobre Arbanon. En 1166, antes Arbanensis Andrea y episcopi Arbanensis Lazarus participaron en una ceremonia celebrada en Kotor (entonces bajo el Gran Principado de Serbia). Un año después, en 1167, el Papa Alejandro III, en una carta dirigida a Lázaro, lo felicita por devolver su obispado a la fe católica y lo invita a reconocer al arzobispo de Ragusa como su superior. Después de cierta resistencia por parte de los funcionarios locales, el obispado de Arbanon quedó bajo dependencia directa del Papa, tal y como se documenta en una carta datada del año 1188.
Poco se sabe acerca del arconte Progon, que fue el primer gobernante de Kruja y sus alrededores entre 1190 y 1198. Fue sucedido por sus hijos Gjin y Dhimitër. El Gran Príncipe serbio Stefan Nemanja (r. 1166-1196) conquistó Pilot desde las "arbanas" durante su campaña en el sur luego de hacerse con el poder de Zeta.

### Reinado de Dhimitër Progoni
Demetrio fue el tercer y último noble de la familia Progon, gobernando entre 1208 y 1216. Sucedió a su hermano Gjin y llevó al Principado a su clímax. Demetrio se autodenominó panhypersevastos y megas arconte (Dei gratia Panhypersevatos et magnus archonte), y mantuvo relaciones internacionales con la República de Ragusa, la República de Venecia, y el Gran Principado de Serbia. Brindó beneficios comerciales en su territorio a Raguso (de donde se conocen sus títulos).
En 1208, Demetrio se casó con Komnena Nemanjić, hija del Gran Príncipe, y más tarde, Rey de Serbia, Esteban I Nemanjić (r. 1196-1228). Se estableció una breve alianza entre los dos países en medio de los conflictos con la República de Venecia. El matrimonio entre Demetrio y Komnena no descartó el riesgo de expansión serbia hacia los dominios albaneses. Sin embargo, la amenaza más grave provino del Ducado de Dyrrhachium, una entidad latina formada durante la Cuarta cruza en los antiguos territorios del Imperio bizantino. En busca de aliados, Demetrio firmó un tratado con la República de Ragusa en 1209 y comenzó las negociaciones con el Papa Inocencio III sobre la conversión de él y de sus súbditos al catolicismo. Esto se considera un movimiento discreto que Demetrio emprendió para hacer lazos con Europa occidental contra Venecia, Pero la amistad con Inocencio III no duró mucho y pronto se convirtió en una mala idea.

### Reinado de Gregorio Kamonas y Golem
Después de la muerte de Demetrio ca. 1216, el poder pasó a manos de su esposa, Komnena. Pronto se casaría con el noble greco-albanés Gregorio Kamonas, quien antes se había casado con la hija de Gjin. Kamonas fortaleció las relaciones con Serbia, que se habían debilitado tras el asalto eslavo en Scutari luego del colapso de Durazzo veneciano. De acuerdo con Kristo Frashëri, Kamonas fue elegido.
Demetrio no tenía un hijo para sucederle. Komnena tuvo una hija con Gregorio, quien se casó con un magnate local llamado Golem. Durante los conflictos entre Miguel II Comneno Ducas de Epiro y el Emperador de Nicea Juan III Ducas Vatatzés, Golem y Teodoro Petraliphas, quien era inicialmente aliado de Miguel, finalmente desertaron a Juan III en 1252. Para 1256, Vatatzés nombró a Constantino Kavaron gobernador de Arbanon.
Golem es mencionado por última vez en los registros históricos entre otros notables de Arbanon, en una reunión con Jorge Acroplolita en Durrës en el invierno de 1256-1257. Acropolita anexionó el Principado de Arbanon e instaló una administración civil, militar y fiscal bizantina. Sin embargo, la conquista niceana inicial duró poco, ya que la región estalló en una revuelta pro Epiro en 1259.